# Фіцджеральд (Джорджія)
Фіцджеральд (англ. Fitzgerald) — місто (англ. city) в США, в округах Бен-Гілл і Ірвін штату Джорджія. Населення — 9006 осіб (2020).

## Географія
Фіцджеральд розташований за координатами 31°42′51″ пн. ш. 83°15′8″ зх. д. / 31.71417° пн. ш. 83.25222° зх. д. (31.714253, -83.252232).  За даними Бюро перепису населення США в 2010 році місто мало площу 23,32 км², з яких 22,94 км² — суходіл та 0,38 км² — водойми.

## Демографія
Згідно з переписом 2010 року, у місті мешкали 9053 особи в 3542 домогосподарствах у складі 2298 родин. Густота населення становила 388 осіб/км².  Було 4083 помешкання (175/км²).
Расовий склад населення:
| - 51,4 % — чорних або афроамериканців - 43,2 % — білих - 0,9 % — азіатів - 0,4 % — корінних американців - 2,7 % — осіб інших рас |

До двох чи більше рас належало 1,4 %. Частка іспаномовних становила 4,3 % від усіх жителів.
За віковим діапазоном населення розподілялося таким чином: 28,1 % — особи молодші 18 років, 57,6 % — особи у віці 18—64 років, 14,3 % — особи у віці 65 років та старші. Медіана віку мешканця становила 34,7 року. На 100 осіб жіночої статі у місті припадало 86,1 чоловіків;  на 100 жінок у віці від 18 років та старших — 79,6 чоловіків також старших 18 років.
Середній дохід на одне домашнє господарство  становив 33 629 доларів США (медіана — 25 203), а середній дохід на одну сім'ю — 39 210 доларів (медіана — 31 217). Медіана доходів становила 37 011 долар для чоловіків та 31 935 доларів для жінок. За межею бідності перебувало 42,9 % осіб, у тому числі 53,7 % дітей у віці до 18 років та 33,6 % осіб у віці 65 років та старших.
Цивільне працевлаштоване населення становило 2587 осіб. Основні галузі зайнятості: освіта, охорона здоров'я та соціальна допомога — 24,7 %, виробництво — 22,6 %, роздрібна торгівля — 12,4 %, мистецтво, розваги та відпочинок — 11,6 %.